# Країна ОЗ (фільм)
«Країна ОЗ» — російська чорна комедія режисера Василя Сигарєва, знята за сценарієм Сигарєва та Андрія Ільєнкова. Головні ролі у фільмі виконують: Яна Троянова, Гоша Куценко, Андрій Ільєнков та Олександр Баширов.
Прем'єра фільму відбулася 10 червня 2015 року в основній конкурсній програмі кінофестивалю «Кінотавр», де картина отримала приз імені Г. Горіна «За найкращий сценарій» та приз Гільдії кінознавців і кінокритиків «Слон». У російський прокат картина вийшла 3 грудня 2015 року.

## Сюжет
Олена зі своєю старшою сестрою Іркою приходять у гості до знайомого Ірки, який днями влаштував їй нетеплий прийом. У під'їзді сестри обговорюють план помсти, починаючи від дефекації під його двері і закінчуючи побиттям чоловіка. Все закінчується тим, що Ірку повторно скидають з балкона, в результаті чого вона ламає куприк і потрапляє до лікарні. Після того, як Ірку відвозять до лікарні, Олена дзвонить своїй тітці Любі, сповіщає її про цю новину і питає, де знаходиться вулиця Торфорізів у Єкатеринбурзі. Вулиця Торфорізів потрібна Олені для того, щоб знайти там продуктовий ларьок, куди вона влаштувалася на роботу. Не отримавши відповіді від тітки Люби, вона ловить попутку і відправляється в Єкатеринбург, щоб самій спробувати знайти потрібну вулицю.

## У ролях
- Яна Троянова — Ленка Шабадінова
- Гоша Куценко — Роман
- Андрій Ільєнко — Андрій
- Олександр Баширов — Дюк
- Володимир Симонов — бард Олексій Пабердін
- Інна Чурікова — мати Диванних воїнів
- Ірина Бєлова — Ірка
- Євген Циганов — водій під бутиратом
- Світлана Каминіна — дружина барда
- Аліса Хазанова — Снігуронька # 1
- Дарина Екамасова — Снігуронька # 2
- Олег Тополянский — диванний воїн # 1
- Ілля Талочкін — диванний воїн # 2
- Євген Смирнов — диванний воїн # 3
- Юлія Снигирь — Фіфа
- Зінаїда Бондаревська — Любка
- Дарина Скопінова — продавчиня феєрверків
- Дмитро Куличков — начальник ОВС
- Олександр Мосін — чоловік Фіфи
- Бабек Акперов — Грек
- Євген Ройзман — камео

## Зйомки
Фільм знімався в місті Єкатеринбурзі. Робоча назва — «Цікава етологія».

## Нагороди та номінації
- 2015 — Кінофестиваль «Кінотавр»:
  - приз імені Григорія Горіна за найкращий сценарій
  - приз Гільдії кінознавців і кінокритиків
  - номінація на головний приз
- 2015 — 22 ММКФ «Листапад» у Мінську — диплом «За високу художність звукового рішення»
- 2015 — Премія «Ніка»:
  - премія за найкращу жіночу роль другого плану — Інна Чурикова
  - номінація на премію за найкращий ігровий фільм
  - номінація на премію за найкращу режисуру — Василь Сигарєв
  - номінація на премію за найкращу жіночу роль — Яна Троянова
  - номінація на премію за найкращу чоловічу роль другого плану — Олександр Баширов
  - номінація на премію за найкращу чоловічу роль другого плану — Володимир Симонов
  - номінація на премію за найкращу роботу звукорежисера — Володимир Головницький
- 2016 — сценарна премія «Слово» імені Валентина Черних за найкращий сценарій повнометражного фільму — Василь Сигарєв та Андрій Ільєнков[6]